# باتريسيا كولوينسكا
باتريسيا كولوينسكا (بالبولندية: Patrycja Kulwińska) مواليد 31 مارس 1989 في غدانسك، هي لاعبة كرة يد بولندية تلعب كمحور. مثلت منتخب بولندا لكرة اليد للسيدات.

## سجل المنافسة
شاركت في البطولات التالية:
- بطولة العالم لكرة اليد للسيدات 2013
- بطولة العالم لكرة اليد للسيدات 2015
- بطولة أوروبا لكرة اليد للسيدات 2014

## روابط خارجية
- باتريسيا كولوينسكا على موقع الاتحاد الأوروبي لكرة اليد (الإنجليزية)